# سو هیو ریم
سو هیو ریم (کره‌ای: 서효림؛ زادهٔ ۶ ژانویهٔ ۱۹۸۵) بازیگر اهل کره جنوبی است. او در مجموعه‌های تلویزیونی خورشید ارباب و گونگ شیم زیبا ایفای نقش کرده است.